# JFF – Institut für Medienpädagogik in Forschung und Praxis
Das JFF – Institut für Medienpädagogik in Forschung und Praxis ist ein privates, öffentlich gefördertes medienpädagogisches Institut in München und die Geschäftsstelle des gemeinnützigen Vereins JFF – Jugend Film Fernsehen e. V. Besondere Bekanntheit erlangte es bereits unter seinem früheren Namen Institut Jugend Film Fernsehen (JFF).

## Geschichte
Am 21. Dezember 1949 wurde unter dem Namen Arbeitskreis Jugend und Film e. V. der heutige Trägerverein des Instituts gegründet. Martin Keilhacker war Vorsitzender des Vereins. 1953 gründete der Verein das Institut unter dem Namen Wissenschaftliches Institut für Jugendfilmfragen unter der Trägerschaft des Arbeitskreises Jugend und Film e. V. In Nachfolge der Mitteilungen des Arbeitskreises kam im Jahr 1957 die vom Institut herausgegebene Zeitschrift Jugend Film Fernsehen erstmals heraus, die seit 1976 unter dem Titel merz | medien + erziehung erscheint. Im gleichen Jahr erhielt das Institut den Namen Institut Jugend Film Fernsehen (JFF); seit 1999 trägt es seinen heutigen Namen. Weitere Vorsitzende des Vereins waren: ab 1969 Hans Schiefele, ab 1983 Wilhelm Kögel, ab 1990 Jürgen Hüther, ab 1995 Bernd Schorb sowie ab Mai 2017 Frank Fischer.
Von 2021 bis 2025 hatte Thomas Knieper den Vorsitz inne. Seit Mai 2025 ist Birgit Dorner Vorsitzende des JFF e.V.
Ab 1976 begann die noch junge Medienpädagogik mit Diskussionen über den Standort des Fachs in der Zeitschrift des Instituts. Um die gleiche Zeit geriet das Institut mit einer Neuorientierung seiner Ausrichtung auf subjekt- und lebensweltorientierte Forschung in das Blickfeld der Öffentlichkeit. Die praxisorientierten Außenstellen des Instituts, das Medienzentrum München und die Medienstelle Augsburg wurden 1982 und 1985 eingerichtet. Seit 1991 unterstützte das Institut Jugendliche bei der Produktion von Filmen mit dem Förderprogramm „In eigener Regie“. Fred Schell war ab 1994 geschäftsführender Direktor des Instituts und wurde 2009 von Helga Theunert abgelöst. Sie war von 1994 bis 2009 wissenschaftliche Direktorin des JFF und von 2009 bis Oktober 2010 Direktorin des JFF. Nachfolgerinnen waren Ulrike Wagner und Kathrin Demmler. Aktuell ist Kathrin Demmler Direktorin, Niels Brüggen ist Abteilungsleiter der Abteilung Forschung und Mareike Schemmerling ist seit 2019 Abteilungsleiterin der Praxis. Sebastian Ring leitet seit 2019 das Medienzentrum München. Günther Anfang war Abteilungsleiter der Praxis von 1982 bis 2019. Seit 1997 berät ein Kuratorium das Institut.

## Tätigkeit
In einer Kombination aus Forschung und Praxis unter einem Dach untersucht das JFF, was Menschen mit Medien tun, wie sie sich mediale Angebote aller Art aneignen, welche Chancen und Schwierigkeiten dabei entstehen und setzt dieses Wissen in pädagogische Modelle um. In praktischen Projekten, Angeboten und Strukturen werden Menschen in ganz Deutschland dabei unterstützt, Medien kompetent zu nutzen. Von Beratung über Evaluation und Expertise bis Workshops und eigene Veröffentlichungen, bietet das JFF Medienpädagogik in allen Formen aus einer Hand. In München unterhält das Institut ein Medienzentrum, das für die medienbezogene Kinder- und Jugendarbeit zur Verfügung steht, und Jugendlichen bei der Realisierung ihrer Projekte hilft. In Augsburg gibt es die Medienstelle Augsburg; sie fördert Kinder in ihrer Medienkompetenz und berät Eltern. In Berlin gibt es seit 1990 als Dépandance des Instituts das JFF Berlin-Brandenburg in Forschung und Praxis. In allen bayerischen Regierungsbezirken stellt das JFF in Kooperation mit dem Bayerischen Jugendring und den Bezirksjugendringen Medienfachberater zur Verfügung.
Seit 1997 befasst sich das FLIMMO – Fernsehen mit Kinderaugen mit der Analyse und Bewertung der Programmvorlieben von Kindern. Die Flimmo-Broschüre erscheint dreimal im Jahr. Daneben gibt es ein Online-Portal mit zahlreichen Bewertungen von Serien und Filmen für Kinder. Die Jugendfernsehredaktion im Medienzentrum, matz, ermöglicht Jugendlichen ab 13 Jahren eine einstündige Magazinsendung zu gestalten, die monatlich auf münchen.tv gesendet wird. Die Jugendradiosendung auf afk M94.5, störfunk, sendet die Beiträge 15- bis 26-Jähriger, Montag bis Samstag von 18-19 Uhr.

### Festivals
Das JFF veranstaltet neben Forschung und medienpädagogischer Praxis auch verschiedene Festivals für Kinder und Jugendliche. Dazu zählen unter anderem die Jufinale und Kifinale (in Kooperation mit dem Bayerischen Jugendring BJR), das Audio-Festival Hört Hört!, der Kinderfotopreis, Kino-Asyl (in Kooperation mit der bpb, Kulturreferat LH München, Stadtjugendamt LH München), flimmern&rauschen – Das Münchner Jugendfilmfest (in Kooperation mit dem Stadtjugendamt München, Kulturreferat LH München, DOKfest München), der Kinderfotopreis „Was ist denn hier los?!“ sowie das GamesFestival.

## Finanzierung
Träger ist der Verein Jugend Film Fernsehen e. V., der aus dem von Martin Keilhacker gegründeten Arbeitskreis Jugend und Film hervorging. Institutionell wird das JFF durch das Bayerische Staatsministerium für Familie, Arbeit und Soziales  gefördert. Die Städte München und Augsburg sind Geldgeber für das dortige Medienzentrum bzw. die Medienstelle. Projekte des JFF werden durch weitere Förderer unterstützt; zu ihnen gehören die Bayerische Landeszentrale für neue Medien, der Bayerische Rundfunk, die Aktion Mensch und das Bundesministerium für Bildung und Forschung und viele mehr.